# Patersonia maxwellii
Patersonia maxwellii är en irisväxtart som först beskrevs av Ferdinand von Mueller, och fick sitt nu gällande namn av Ferdinand von Mueller och George Bentham. Patersonia maxwellii ingår i släktet Patersonia och familjen irisväxter. Inga underarter finns listade i Catalogue of Life.